# Чжаньмадао
Чжаньмадао або мачжаньдао (кит. упр. 斬馬刀, піньінь zhǎn mǎ dāo, буквально: «меч, що розрубає коня») — китайська дворучна шабля з широким і довгим клиноком, використовувалась піхотинцями проти кавалерії. зокрема, в «Життєписі Юе Фея» династійної історії «Сун ши».

## Тактика використання
Тактика застосування мачжаньдао, згідно з даними Суні, приписується знаменитому воєначальнику Юе Фею. Піхотні загони, що мали на озброєнні мачжаньдао, що діяли перед побудовою основної частини військ у розсипному строю, намагалися за його допомогою перерубати ноги ворожим коням. Аналогічна тактика застосовувалася й у 1650-х роках військами Чжен Ченгуна у боях із цинською кіннотою. Деякі іноземні дослідники стверджують, що шабля мачжаньдао застосовувалась також монгольською армією Чингісхана.

## Конструкція
Чжаньмадао має специфічні пропорції рукояті та клинка. Цікавим зразком раннецинського чжаньмадао є екземпляр, що належав цинському імператору Кансі (1661—1722), що нині зберігається у зборах музею Гугун (Пекін). У 1759 р. при кодифікації клинкової зброї чжаньмадао був зазначений у кодексі «Хуанчао обличчя туші» в числі шабель, що складалися на озброєнні військ Зеленого Прапора, що складалися з етнічних китайців, однак його конструкція і зовнішній вигляд, судячи з зображень кодексу, істотно відрізнялися від того, що належав імператору Кансі.

## Схожі мечі
Більш нагадує японський нодаті, меч Чанда представлений на наведеній у статті ілюстрації з трактату Ван Цзун'ю початку XVII ст. За свідченням китайського воєначальника Ці Цзігуана (1528—1587), Чандао з'явився в Китаї в ході війни з японськими піратами, що тривала з 1540-х по 1560-і роки. Японське читання ієрогліфів чжаньмадао — дзамбато (яп. 斬馬刀 дзамбато:) (також дзаммато), проте невідомо, чи застосовувалася така зброя в Японії насправді. Проте дзамбато згадується у деяких сучасних японських творах масової культури. Зменшений варіант чжаньмадао називався водою.